# Thomas Dittrich (Leichtathlet)

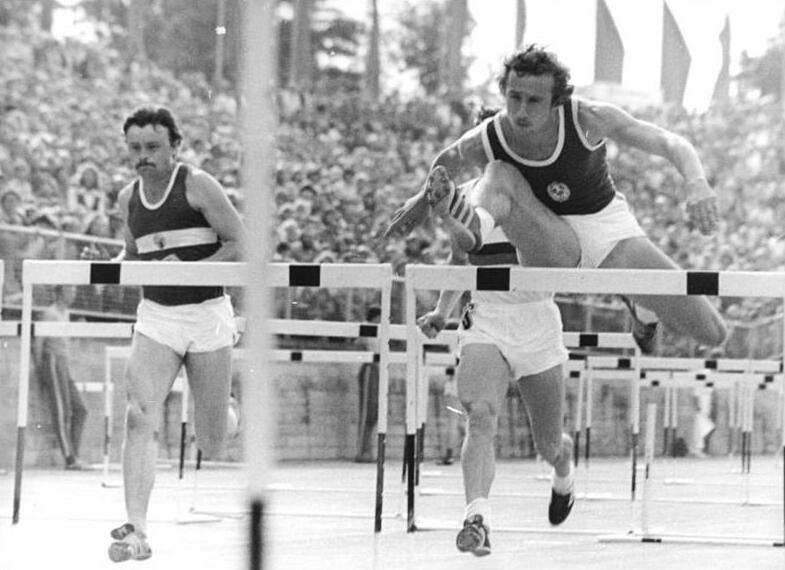
Thomas Munkelt (rechts) und Thomas Dittrich (links) bei den DDR-Meisterschaften 1977

Thomas Dittrich (* 19. August 1954 in Zwickau) ist ein ehemaliger Leichtathlet aus der DDR, der sich auf den Hürdenlauf spezialisiert hatte.

## Sportliche Karriere
Thomas Dittrich startete für den SC Karl-Marx-Stadt. Bei den DDR-Meisterschaften 1978, 1979 und 1980 war Dittrich im 110-Meter-Hürdenlauf jeweils Zweiter hinter Thomas Munkelt. Seine persönliche Bestzeit von 13,66 Sekunden lief Dittrich am 17. Juli 1980 als Zweiter der DDR-Meisterschaften in Cottbus.
Dittrich trat von 1978 bis 1981 bei acht Meisterschaften und Länderkämpfen im Nationaltrikot an. Bei den Olympischen Spielen 1980 in Moskau waren mit Thomas Munkelt, Thomas Dittrich und Andreas Schlißke drei Läufer aus der DDR dabei. Munkelt wurde Olympiasieger, während Dittrich und Schlißke im Halbfinale ausschieden.